# Nitin Ganatra
Nitin Chandra Ganatra (30 juni 1967) is een Brits acteur die geboren is in Kenia. Hij speelde in diverse films en series, waaronder Charlie and the Chocolate Factory, EastEnders en Wednesday.

## Filmografie

### Film
- 1990: Truly Madly Deeply, als geest
- 1996: Secrets and Lies, als potentiële echtgenoot
- 1998: Guru in Seven, als Sanjay
- 2000: Second Generation, als Jamal
- 2002: Shooters, als Ajay
- 2002: Pure, als Abu
- 2004: Bride en Prejudice, als Mr Kohli
- 2004: Piccadilly Jim, als Banje Singh
- 2005: Charlie and the Chocolate Factory, als prins Pondicherry
- 2005: The Mistress of Spices, als Haroun Rehman
- 2005: Colour Me Kubrick: A True...ish Story, als Deepak
- 2006: Land of the Blind, als gevangenis ambtenaar
- 2007: The Huntiny Party, officier van India
- 2008: Shifty, als Rez
- 2009: Mad Sad & Bad, als Atul
- 2017: Disconnect, als Abdullah
- 2018: Eaten by Lions, als Malik
- 2019: Hellboy, als August Swain
- 2023: Short Stay, Long Stay, als Vinny
- 2023: Accused, als Ramesh Bhavsar
- 2024: Seize Them!, als Witgar the Baker
- 2024: The Valley of Yellow Flowers, Sarpanch

### Televisie
- 1996: Thief Takers, als dokter
- 1997: This Life, als Salim
- 1999: Unser Charly, als Ravi Patel
- 1999: The Bill, als Charlie May
- 1999: Extremely Dangerous, als Ali Khan
- 2000: The Sins, als medewerker
- 2001: Murder in Mind, als Riaz Chowdry
- 2001: Sweet Revenge, als rechter
- 2001: Randall & Hopkirk (Deceased), als Ramon
- 2002: The Jury, als Tariq Shah
- 2002: Rescue Me, als Jimmy
- 2002: Being April, als Sunil
- 2002: Silent Witness, als DI Roy Pereira
- 2002: Me & Mrs Jones, als Adam Crawley
- 2003: Grease Monkeys, als dokter
- 2003: Second Generation, als Firoz Khan
- 2003-2004: Holby City, als Sami Sattar
- 2004: England Expects, als Anwar
- 2005: Twisted Tales, als Harry Nagra
- 2006: New Street Law, als Robson
- 2006: The Bill, als Mr. Chauduri
- 2006: Jane Hall, als Sid Gokahani
- 2006: Son of the Dragon, als prins van India
- 2007: The Afternoon Play, als Samir
- 2007: New Tricks, als dokter Lau
- 2007: The Catherine Tate Show, als Ranjit
- 2007-2019: EastEnders, als Masood Ahmed
- 2007-2008: Mumbai Calling, als Dev Raja
- 2010: Hounded, als Dr. Wu
- 2010-2011: EastEnders: E20, als Masood
- 2010-2018: Children in Need, als diverse rollen
- 2011: Twenty Twelve, als Martin Soper
- 2014: Warren United, als Dillip (stemrol)
- 2017: The State, als Munir Hossein
- 2018: Silent Witness, als Simon Laing
- 2019: Midsomer Murders, als Ned Skye
- 2020: The Worst Witch, als Mr Daisy
- 2021: Murder, They Hope, als Carl
- 2021: McDonald & Dodds, als Dan
- 2022: The Essex Serpent, als Charles Ambrose
- 2022: The Undeclared War, als Ahmed Parvin
- 2022: Wednesday, als Dr. Anwar
- 2023: Doctors, als Kamil Razaq
- 2023-2024: Changing Ends, als Mr. Robertson
- 2023: Breeders, als Sunil
- 2023: Bodies, als Ishmael
- 2024: Sexy Beast, als Ricky Sidhu
- 2024: 3 Body Problem, als Ranjit Varma
- 2024: Mr. Bigstuff, als Brian
- 2024: Sweetpea, als Rory
- 2024: The Chelsea Detective, als Virat Sharma
- 2025: Miss Scarlet and the Duke, als Amil Kapoor